# محوطه چشمه اسد
محوطهٔ چشمه اسد مربوط به دوره اشکانیان - دوره ساسانیان است و در شهرستان کوهرنگ، بخش مرکزی، دهستان شوراب تنگزی، ۶ کیلومتری جنوب و جنوب شرق چلگرد به خط مستقیم، محدودهٔ داخلی روستای چشمه اسد واقع شده و این اثر در تاریخ ۲۷ اسفند ۱۳۸۷ با شمارهٔ ثبت ۲۶۳۲۲ به‌عنوان یکی از آثار ملی ایران به ثبت رسیده است.